# Convento de São Bernardino

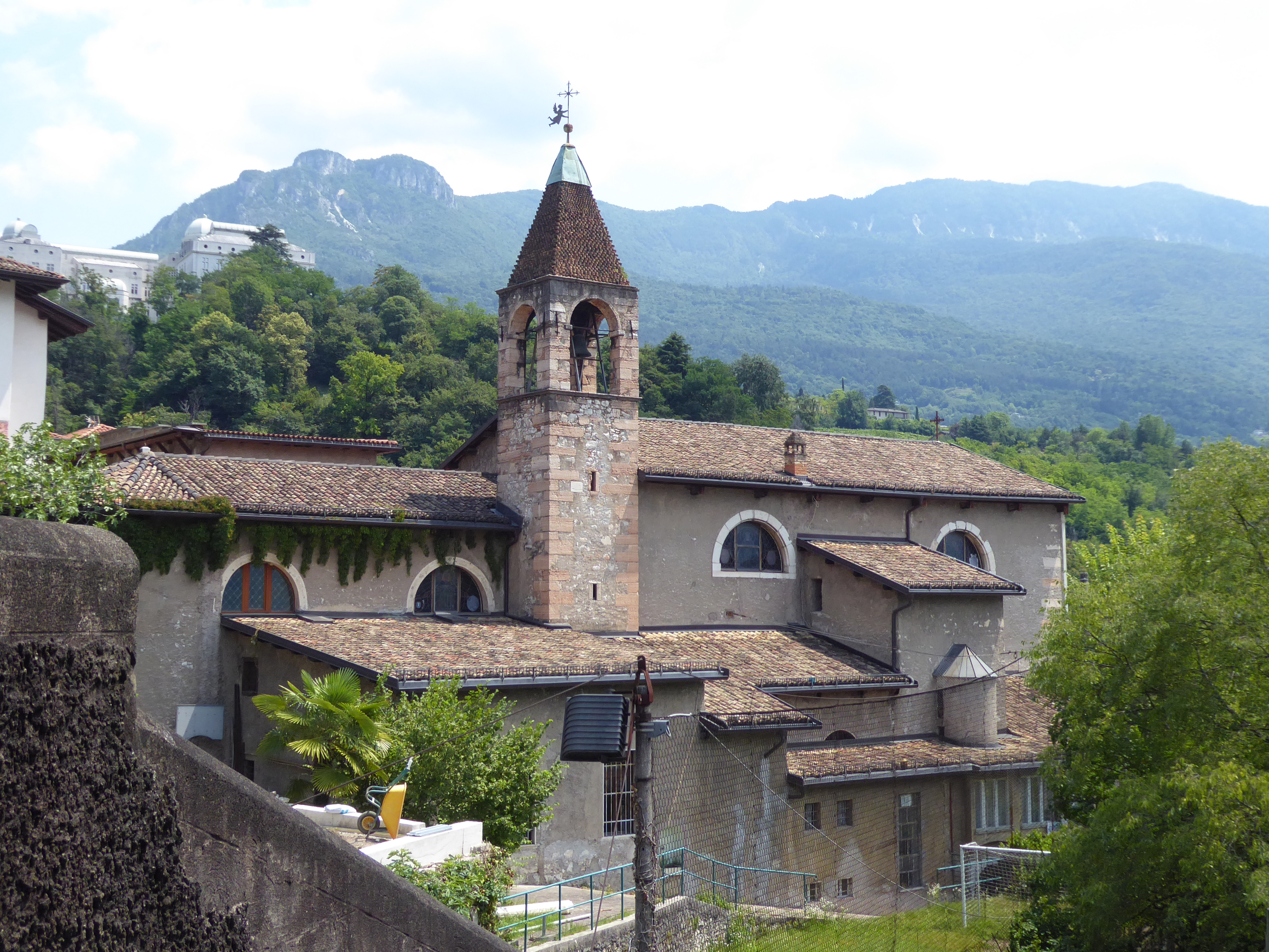
A igreja do convento

O Convento de São Bernardino é um complexo religioso franciscano da cidade de Trento, na Itália.
Seus primeiros edifícios foram erguidos em 1452, sendo um dos primeiros conventos franciscanos do Trentino, dedicado a São Bernardino de Siena. Poucos anos depois uma mudança no canal do rio Fersina começou a causar frequentes inundações na área, e em 1689 o convento foi quase destruído. Decidiu-se então reerguer o edifício em lugar mais seguro, e em 1691 começaram os trabalhos, sendo consagrado em 13 de abril de 1698 pelo príncipe-bispo Giovanni Michele Spaur. Sofreu várias reformas ao longo dos séculos. Em 1967 a igreja conventual tornou-se sede de uma paróquia.
O convento é mais conhecido pela sua biblioteca, cuja presença é atestada desde 1494, contendo uma vasta coleção de manuscritos, incunábulos, edições raras e fundos arquivísticos específicos, onde se incluem o Arquivo Padre Frumenzio Ghetta, o Arquivo Giuseppe Gerola, a Biblioteca Hippoliti, arquivos de irmandades e associações de caridade, de paróquias suprimidas, dos antigos conventos de Arco, Borgo Valsugana, Pergine, Mezzolombardo e Cles, e arquivos científicos e musicais. O convento tem a maior coleção na província de Trento de documentos relativos à história dos franciscanos no Trentino. Seu acervo é hoje administrado por uma fundação, que mantém uma editora. As pesquisas realizadas nos mais de 200 mil volumes da coleção trouxeram à luz uma grande quantidade de informação sobre a história do Principado de Trento e dos franciscanos.